# Exetastes alticola
Exetastes alticola är en stekelart som beskrevs av Joseph Augustine Cushman 1937. Exetastes alticola ingår i släktet Exetastes och familjen brokparasitsteklar. Inga underarter finns listade i Catalogue of Life.